# USAS-12
12게이지 스포츠용 다목적 자동산탄총(영어: Universal Sports Automatic Shotgun - 12 Gauge)은 대한민국과 미국이 공동으로 개발한 전자동 산탄총이다.
맥스웰 아치슨 사는 탈착식 탄창을 사용하는, 자동사격이 가능한 산탄총을 제작하려고 하였다. 하지만 독자적으로 제작하기에 무리가 있었던 탓에 다른 총기 회사들에게 총기를 제작해보자는 제의를 하지만 어떤 회사에도 이 제의에 흥미를 느끼지 않고 나중에 간신히 대한민국의 대우정밀에서 공동제작하기로 하였다.
상업적으로는 성공했다고 보기에는 힘든 총기가 되어버리며 몇몇 국가들의 경찰들이 주로 운용한다.
미국의 총기규정상 모든 자동화기들은 3급 파괴무기로 분류된다. 3급 파괴무기는 3급 파괴무기 소지를 위한 별도의 라이센스를 취득한다면 3급 파괴무기에 해당되는 무기를 구매가능하다.

## 제원
- 구경 = 18.53mm

- 강선 =  (x)
- 탄약 = 12게이지
- 장탄 = 10발들이 탈착식 박스탄창 , 20발들이 드럼탄창
- 작동방식 = 가스 작동식
- 전장 = 960 mm
- 총열길이 = 460 mm
- 발사속도 = 260발/분
- 무게 5.45Kg(탄창 없을 때) , 6.2Kg(10발들이 탄창 사용시)
- 총구속도 = 400m/s
- 유효사거리 = 30~40m
- 최대사거리 = 200m

## 대중 문화
- 게임 오퍼레이션7에서 등장한다. 개조 부속품이 꽤 적지만, 연사력을 그대로 가져와 살상력을 게임에서 실제로 보여주고 있다.
- EA사의 배틀필드:배드 컴퍼니 2/배틀필드 3/배틀필드 4에서 등장한다. 배드컴퍼니에선 그럭저럭이었으나, 배틀필드 3에선 분대파쇄기가 되어 돌아왔다.
- 크라이텍사의 워페이스에서 등장한다.

- surviv.io에서는 무시무시한 폭발 산탄총으로 등장한다. 정확히 말하자면 총알이 폭발하는 것이다.
- 게임 소녀전선에서 4성 산탄총으로 게임 내 최초의 대한민국 총기로 등장한다.

## 같이 보기
- 산탄총
- 산탄총 목록
- 경찰
- 대한민국
- 미국
- 영국 육군
- 영국 해군
- 대한민국 육군
- 대한민국 해군
- 대한민국 공군